# Perry Mason: El caso de la dama del lago
Perry Mason: El caso de la dama del lago (título original: Perry Mason: The Case of the Lady in the Lake) es un telefilme estadounidense de drama, crimen y misterio de 1988, dirigido por Ron Satlof, escrito por Shel Willens y Erle Stanley Gardner, musicalizado por Dick DeBenedictis, en la fotografía estuvo Arch Bryant y los protagonistas son Raymond Burr, Barbara Hale y William Katt, entre otros. Este largometraje fue realizado por Dean Hargrove Productions, Fred Silverman Company, Strathmore Productions y Viacom Productions; se estrenó el 15 de mayo de 1988.

## Sinopsis
Un jugador de tenis es acusado de haber asesinado a su esposa, una heredera de mucho dinero. Los hechos no están su favor, ya que lo vieron con su exnovia la noche anterior al homicidio. Este es un caso para Perry Mason.